# Rio Kiewa
O rio Kiewa é um rio perene que faz parte da bacia hidrográfica de Murray, na bacia dos rios Murray-Darling, está localizado na bioregião alpina, no estado australiano de Vitória.
O rio Kiewa também é conhecido por várias variações de nome em seus trechos superiores, denominadas como filial leste do rio Kiewa e rio Kiewa ocidental (ou similar).
O nome Kiewa é uma palavra aborígine, derivada de cy-a-nun-a, que significa doce, e where-ra, que significa água.